# توماس هاليداي
توماس هاليداي (1 يوليو 1904 - 28 فبراير 1977)  (بالإنجليزية: Thomas Halliday)‏ هو لاعب كريكت بريطاني (وحمل سابقاً جنسية المملكة المتحدة لبريطانيا العظمى وأيرلندا).